# Soldi ad ogni costo
Soldi ad ogni costo (The Apprenticeship of Duddy Kravitz) è un film del 1974 diretto da Ted Kotcheff, tratto dal romanzo L'apprendistato di Duddy Kravitz di Mordecai Richler.
Il film è stato premiato con l'Orso d'oro al Festival di Berlino.

## Trama
Montréal, 1948. Il giovane e ambizioso Duddy Kravitz sacrifica amori, amicizie e famiglia per coronare il suo sogno di successo. Duddy, difatti, si reinventa come speculatore finanziario, produttore cinematografico e imprenditore.

## Riconoscimenti
- 1974 - Festival di Berlino
  - Orso d'oro